# Vicenta Cano
Vicenta Cano Boscà (Valencia, 31 de enero de 1958) es una exjugadora española de balonmano.
Se formó en el equipo de balonmano del colegio Dominicas. A los 16 años debutó en la División de Honor, formando parte del Medina Valencia. Cuando el Medina se fusionó con el Club Balonmano Iber, Vicenta pasó a este equipo, siendo una de las fundadoras. Allí desarrolló toda su vida deportiva, siendo una de las grandes jugadoras valencianas de toda la historia. Con medias goleadoras elevadísimas, su posición en primera línea le hizo conseguir más de mil goles en toda su carrera. Cuando dejó el equipo como jugadora se quedó en el organigrama, como delegada del equipo.
Entrenó al Elda Prestigio en 1993 y al Villegas Maritim desde el 2001 al 2004, con el consiguió el ascenso a la liga ABF en 2002 y, durante más de 20 años. al equipo de la Universidad de Valencia, que le rindió un homenaje especial a su trayectoria deportiva en el año 2014 Fue, además, directora técnica de la Federación Valenciana de Balonmano en el 2002.
Campeona de España con las categorías infantiles, cadete y juvenil, con su club ganó catorce campeonatos de Liga y once copas de la Reina.
Con 85 internacionalidades es una de las jugadoras con más goles con la camiseta nacional (364). Participó en cuatro campeonatos del mundo B (Berlín 1977, Dinamarca 81, Polonia 83, Bulgaria 87) y los Juegos del Mediterráneo del 79 en Yugoslavia, donde fue medalla de plata. Su primer partido fue en 1975, ante la selección Noruega y su último partido con la elástica nacional fue en 1987 ante Costa Marfil.
Vicenta, en los años 64 y 74, fue una de las falleras mayores de la Falla Serranos.

## Palmarés

### Clubes
- 14 Campeonatos de Liga
- 11 Copas de la Reina

### Selección española
- Medalla de plata en los Juegos del Mediterráneo 79 en Yugoslavia[7]